# Bijuteria
La bijuteria  (del francès  bijouterie ) és la indústria de la fabricació de joies de fantasia amb materials no nobles. La bijuteria fina, en la qual s'empren materials preciosos (com l'or), però en forma de xapat, pot arribar a competir amb l'autèntica joieria.

## Materials

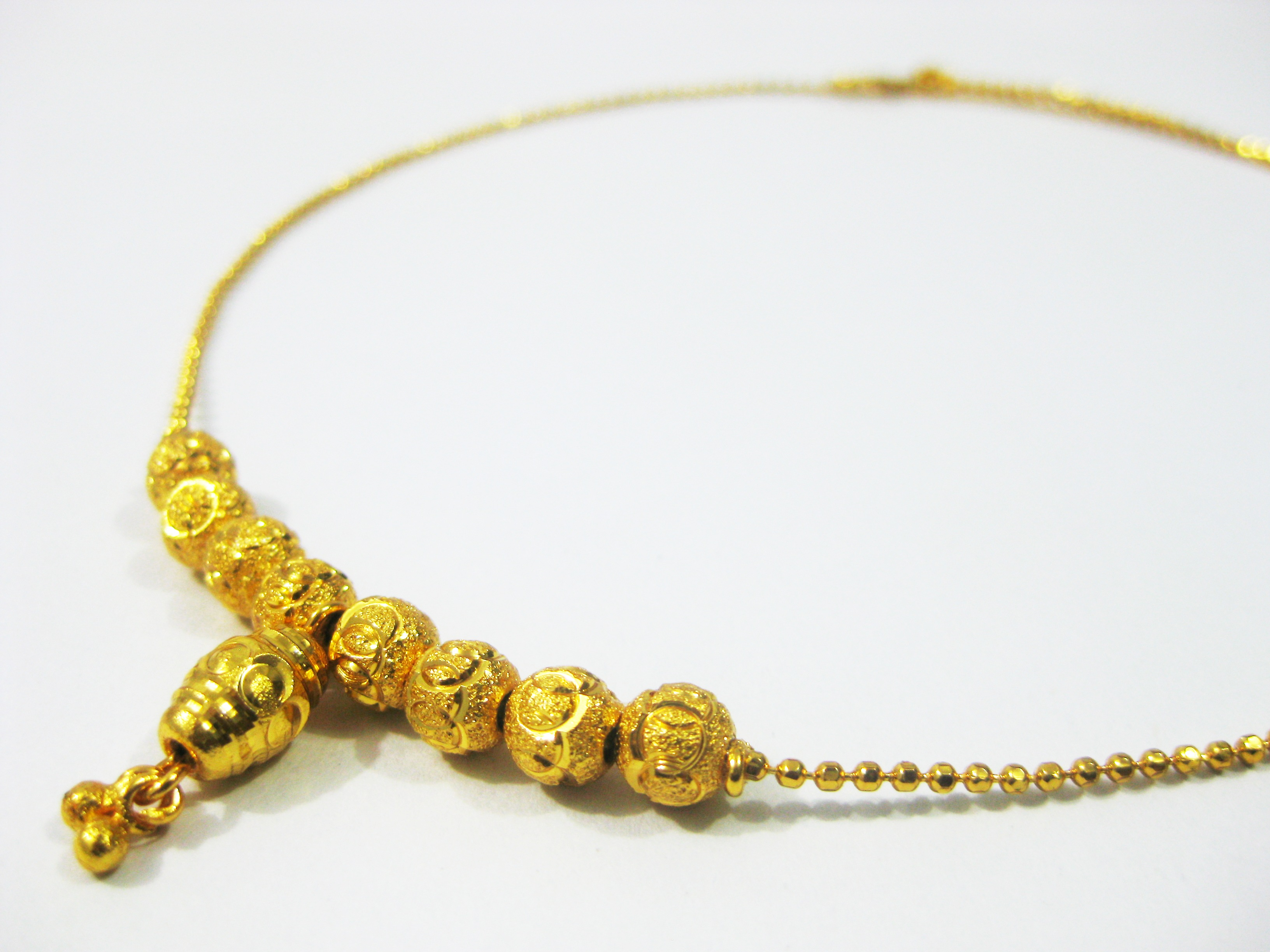
Exemple de bijuteria

La bijuteria sol usar materials molt diversos, des de la porcellana fins als fils de llautó, passant per la pasta de paper o les perles cultivades. Els objectes confeccionats amb metall sobre els seus aliatges solen portar un recobriment de material noble, com l'or, la plata, o el rodi. Depenent de la qualitat del recobriment un adorn de bijuteria fina, d'aquest tipus, pot arribar a ser pràcticament indistingible d'una joia, lògicament, per a una persona no experta. Els metalls preciosos solen ser molt densos i, per tant, les petites peces que s'elaboren amb ells són, per la seva grandària, bastant pesades. Un bon substitut, almenys quant a densitat, solen ser els aliatges de plom.
En cadenes i penjolls se sol usar el llautó xapat amb capes d'or d'entre 1 a 5 micras de gruix per evitar la formació d'èczema sobre alteracions epidèrmiques provocades per reaccions de tipus al·lèrgic.

## La bijuteria a Espanya
La indústria de la bijuteria i accessoris a Espanya és una activitat econòmica important, que es posa de manifest en el fet que aquest país es troba entre els tres primers exportadors d'Europa al costat de França i Itàlia. Els associats a SEBIME (Setmana de la Bijuteria de Menorca) facturen 120 milions d'euros anuals i donen feina a 3.600 persones espanyoles i estrangeres, a data de 2008.Una de les empreses associades fou Catisa, referent de la producció de bijuteria a Menorca.